# ジュリアス・シーザー (1970年の映画)
『ジュリアス・シーザー』（Julius Caesar）は、1970年のイギリスの歴史映画。
監督はスチュアート・バージ、出演はチャールトン・ヘストン、ジェイソン・ロバーズ、ジョン・ギールグッドなど。
ウィリアム・シェイクスピア原作の戯曲『ジュリアス・シーザー』の映画化作品。

## キャスト
※括弧内は日本語吹替（初回放送1975年1月1日『水曜ロードショー』）
- マーク・アントニー: チャールトン・ヘストン[注 1]（石田太郎）
- ブルータス: ジェイソン・ロバーズ
- ジュリアス・シーザー: ジョン・ギールグッド
- カシウス: リチャード・ジョンソン
- カスカ（英語版）: ロバート・ヴォーン（西沢利明）
- オクタウィアヌス: リチャード・チェンバレン（力石考）
- ポルティア: ダイアナ・リグ
- カルプルニア（英語版）: ジル・ベネット（英語版）
- アルテミドルス: クリストファー・リー
- ティリウス（英語版）: マイケル・ガフ
- キケロ: アンドレ・モレル（英語版）

## 作品の評価
Rotten Tomatoesによれば、5件の評論のうち高評価は40%にあたる2件で、平均点は10点満点中4.7点となっている。